# Papilio chiansiades
Papilio chiansiades là một loài bướm thuộc họ Papilionidae. Nó được tìm thấy ở Nam Mỹ.
Sải cánh dài 52–55 mm.

## Phụ loài
- Papilio chiansiades chiansiades (Ecuador)
- Papilio chiansiades maroni Moreau, 1923 (French Guiana, Venezuela)
- Papilio chiansiades dospassosi Rütimeyer, 1969 (Colombia)
- Papilio chiansiades mossi (Brown, 1994) (Brazil)

## Hình ảnh

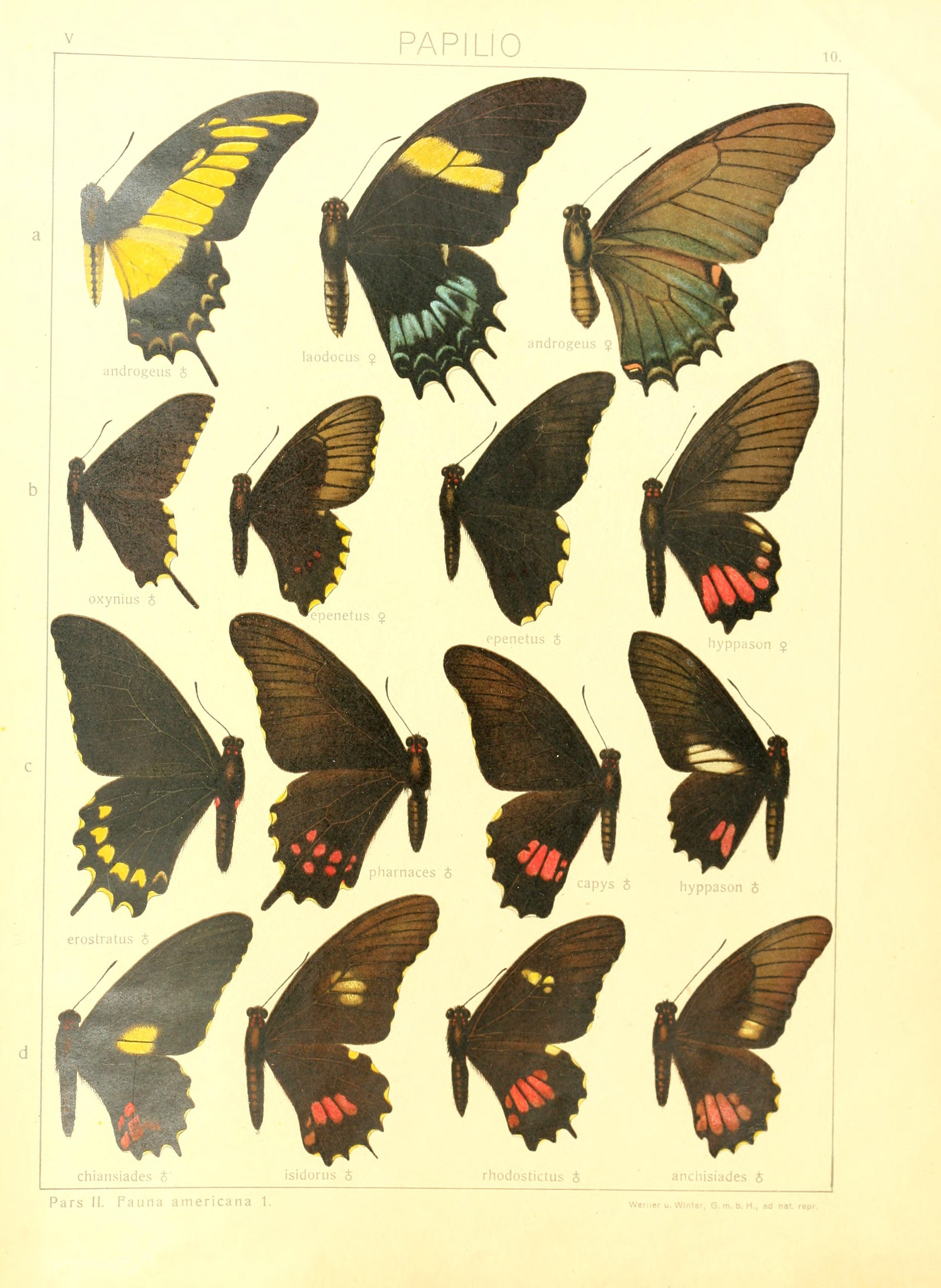